# Masonia saxicolella
Masonia saxicolella är en fjärilsart som beskrevs av Charles Théophile Bruand d’Uzelle 1849. Masonia saxicolella ingår i släktet Masonia och familjen säckspinnare. Inga underarter finns listade i Catalogue of Life.